# Adat (Kerala)
Adat es una ciudad censal situada en el distrito de Thrissur en el estado de Kerala (India). Su población es de 5721 habitantes (2011). Se encuentra a 6 km de Thrissur y a 76 km de Cochín.

## Demografía
Según el censo de 2011 la población de Adat era de 5721 habitantes, de los cuales 2862 eran hombres y 2859 eran mujeres. Adat tiene una tasa media de alfabetización del 95,72%, superior a la media estatal del 94%: la alfabetización masculina es del 97,12%, y la alfabetización femenina del 94,33%.